# Kempens

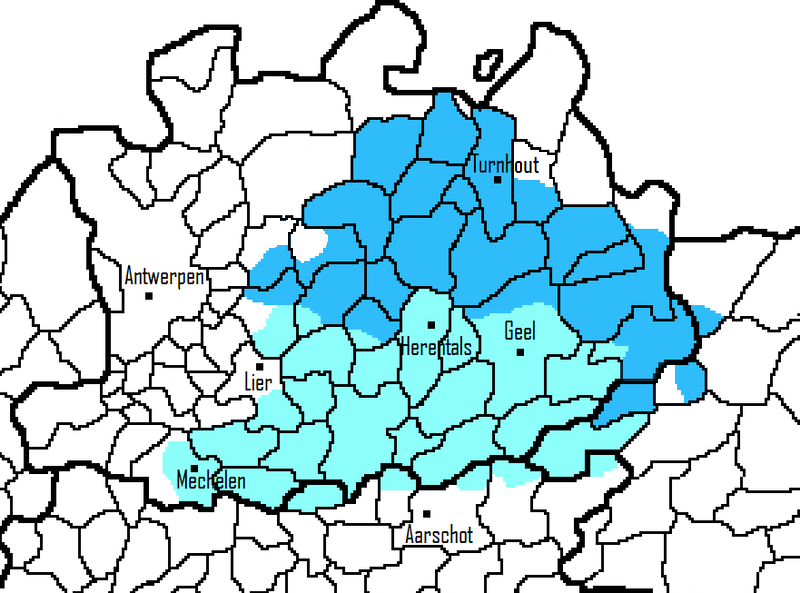
In het blauwe gebied op deze kaart wordt volgens Weijnen (2000) Kempens dialect gesproken. Het Zuiderkempens gebied is aangeduid in het lichtblauw, het Noorderkempens in het donkerblauw.

Het Kempens is een groep Brabantse dialecten. Ze worden grofweg gesproken in de oostelijke twee derden van de provincie Antwerpen; in de Antwerpse Kempen dus.

## Plaatsbepaling en geografische definitie
Het Kempens vertoont diverse overeenkomsten met de omliggende Brabantse dialecten: Zuid-Brabants, (Groot-)Antwerps (de dialecten van de stad Antwerpen en haar omgeving), Baronies en Oost-Brabants. Ook met het (West-)Limburgs bestaan overeenkomsten, die in het oosten van de provincie soms zeer uitgesproken zijn. Typisch aan het Kempens is de relatief kleine invloed van en op Brabantse dialecten in Nederland; waar het Antwerps een overgangsdialect vormt tussen Noord-Brabantse en Zuid-Brabantse dialecten, is dat voor het Kempens minder het geval. Alleen het uiterste noorden van de Belgische Kempen is in de loop der eeuwen vernederlandst (zie onder).
Het Kempens laat zich verdelen in het Noorder- en Zuiderkempens. Het Zuiderkempens heeft merkbare invloed van het Zuid-Brabants (Leuvens, Brussels) ondergaan, het Noorderkempens is daarbuiten gebleven.
Men moet het Kempens niet verwarren met het streekdialect Kempenlands, wat grotendeels in de in Nederland gelegen grensstreek Brabantse Kempen gesproken wordt, maar ook in delen van zowel de Antwerpse als de Belgisch Limburgse Kempen.
Niet in heel de Antwerpse Kempen wordt Kempens gesproken. De dialecten van Baarle-Hertog, Hoogstraten, Rijkevorsel en Brecht worden tot het Baronies gerekend, het dialect van Ravels en Oosthoven valt onder het Midden-Brabants, in Arendonk en Postel (en in het Limburgse Lommel) zijn Kempenlandse dialecten inheems. Veel plaatsen in het noorden van de streek vallen dus onder "Nederlandse" subdialecten. 
Ook buiten de provincie Antwerpen wordt Kempens gesproken. Volgens dialectologisch onderzoek spreekt men Noorderkempens in de Limburgse plaatsen Leopoldsburg, Oostham, Kwaadmechelen, Genendijk, en in Kerkhoven (een gehucht van Lommel). In de Limburgse plaatsen Tessenderlo, Schoot, Engsbergen en Hulst wordt Zuiderkempens gesproken.
In Vlaams-Brabant wordt Zuiderkempens gesproken in Keerbergen, Begijnendijk, Wolfsdonk, Averbode, en Deurne. Over het dialect van Keerbergen en Begijnendijk zeggen de onderzoekers wel dat het "dialectologische overgangsplaatsen" zijn, die zich "in ongeveer gelijke mate zowel tegen hun noordelijke als tegen hun zuidelijke buurgemeenten afzetten". Hoewel ze onder het Zuiderkempens gecategoriseerd worden, vertonen deze dialecten dus ook sterke overeenkomsten met het Zuid-Brabants, en is het voor discussie vatbaar of dit Kempense dan wel Zuid-Brabantse dialecten zijn.

## Kenmerken

### Typische kenmerken
De dialectgroep is onderling nogal divers en het is niet eenvoudig er een definitie van te geven. De klanken die het Antwerps en Zuid-Brabants tekenen, hoort men veelal ook in het Kempens. Zo wordt de Standaardnederlandse aa vaak tot oa of een andere donkere realisatie, en worden de tweeklanken ei/ij en ui vaak wijder uitgesproken dan in het AN.  
Ondanks de vele overeenkomsten met andere Brabantse dialecten, wordt het Kempens in Vlaanderen toch vaak beschouwd als een herkenbaar en typisch dialect. Er zijn dan ook wel wat typische klankkenmerken die in een groot deel van de Kempen voorkomen, maar daarbuiten binnen de Brabantse dialecten die in het huidige Vlaanderen gesproken worden eerder zeldzaam zijn. Hierbij kan gedacht worden aan de volgende kenmerken:
- In woorden die met de letter h beginnen, wordt de letter h in de Kempen vaak ook expliciet uitgesproken (behalve in het uiterste westen van het Kempense dialectgebied). In de Brabantse dialecten ten westen van de Kempen (bvb. Antwerps) en in vele Zuid-Brabantse dialecten (behalve in de uiterst oostelijke delen) is dit niet het geval. Daar wordt hoe en hand uitgesproken als 'oe' en 'and'. Waar de h onder invloed van het Frans en van prestigieuze stadsdialecten eeuwenlang terrein verloor, wordt ze tegenwoordig in een groot deel van de Kempen weer heringevoerd.
- In vele Brabantse dialecten die in het huidige Vlaanderen gesproken worden, worden bepaalde klinkers veel scherper uitgesproken dan in het Standaardnederlands. In het Antwerps en in vele Zuid-Brabantse dialecten (behalve de meest oostelijke) wordt kind uitgesproken als 'kiend', en wordt rug uitgesproken als 'ruug'. In grote delen van de Kempen (behalve de meest westelijke) gebeurt dit niet, en kennen de betrokken klinkers dezelfde uitspraak als in het Standaardnederlands.
- In tegenstelling tot het Antwerps, en net als in de Zuid-Brabantse dialecten, wordt de r-klank in het Kempens vaak niet uitgesproken. Dit gebeurt in ongeveer het hele Kempense gebied voor bepaalde woorden (bvb. gerst wordt in grote delen van de Kempen uitgesproken als 'gèst', paarden als 'pjaere' of 'pjèère', en vers als 'vès'), en naarmate men zuidelijker gaat in een toenemend aantal andere gevallen (bvb. in de Zuiderkempen wordt hier uitgesproken als 'hie' en dorst als 'dust').
- In de oostelijke delen van de Kempen kent men een umlaut in verkleinwoorden (man - ménneke, boom - bumke), iets wat vooral uit het Limburgs en het Oost-Brabants bekend is. Hoe oostelijker, hoe vaker Kempense dialecten een umlaut in verkleinwoorden vertonen. In andere Brabantse dialecten in het huidige Vlaanderen komt dit fenomeen zelden tot nooit voor.
- Sommige conservatieve en geïsoleerde dialecten op de Kempen hebben de -n behouden in een woord als katten; dit is uitzonderlijk voor het Brabants. In veel plaatsen in de oostelijke Kempen wordt de -k-, soms ook de -t, in het midden van een woord vervangen door (gereduceerd tot) een glottisslag (kinne'e "kindje").

### Begrenzing met andere dialectgroepen

#### Verschillen met de Noord-Brabantse dialecten (Baronies, Midden-Brabants en Kempenlands)
Ten noorden van het Kempense dialectgebied, wordt Baronies, Midden-Brabants en Kempenlands gesproken. Deze dialecten bevinden zich voornamelijk op het grondgebied van de Nederlandse provincie Noord-Brabant. Deze Noord-Brabantse dialecten verschillen op verscheidene punten van het Kempens. Enkele voorbeelden:
- De uitspraak van de lange oo-klank wordt in het Kempens, en in andere Brabantse dialecten ten zuiden van de rijksgrens met Nederland, gewoonlijk uitgesproken als een oe-klank, gevolgd door een doffe 'e'. Het woord 'brood' wordt dan uitgesproken als 'broewet'. Dit fenomeen komt minder tot niet voor in de dialecten die in Noord-Brabant gesproken worden. Daar wordt 'brood' uitgesproken zoals in de standaardtaal.
- De uitspraak van de lange ee-klank wordt als een tweeklank uitgesproken in het Kempens en andere Brabantse dialecten ten zuiden van de grens met Nederland. Het woord 'steen' klinkt in het Kempens als een ie-klank gevolgd door een doffe 'e': 'stiejen'. De Brabantse dialecten in Nederland, spreken 'steen' gewoonlijk uit zoals in de standaardtaal.
- Een ander verschil betreft de uitspraak van de ie-klank. In Noord-Brabant wordt de 'ie' vaak korter en sneller uitgesproken, tenzij ze voor de medeklinker 'r' staat (zoals in 'bier'). Het Kempens en andere Brabantse dialecten ten zuiden van Nederland worden gekenmerkt door een langere uitspraak van de ie-klank, ook voor andere medeklinkers. In het Kempens zal de ie-klank bijvoorbeeld ook in woorden als 'brief' en 'ziek' langer uitgesproken worden dan in Noord-Brabant.

#### Verschillen met het Antwerps
Ten westen van het Kempens dialectgebied worden voornamelijk Antwerpse dialecten gesproken. De grens tussen het Kempens en het Antwerps mag niet te strikt geïnterpreteerd worden. Het Antwerpse stadsdialect heeft doorheen de eeuwen een invloed uitgeoefend op de dialecten van de gemeenten die direct ten oosten van Antwerpen liggen. Oorspronkelijk klonken de dialecten direct ten oosten van Antwerpen dus 'Kempenser' dan vandaag. 
Enerzijds komen sommige 'Antwerpse' kenmerken ook voor in de westelijke delen van het Kempense dialectgebied. Anderzijds zijn sommige kenmerken van het Antwerpse stadsdialect minder sterk verspreid geraakt, waardoor sommige 'Kempense' kenmerken ook nog voorkomen in de gemeenten rond Antwerpen die toch tot het Antwerpse dialectgebied gerekend worden. Hieronder enkele verschillen tussen beide dialectgebieden:
- In het Kempens (en in Zuid-Brabantse dialecten) bestaat een sterkere neiging om een a-klank die voorafgaat aan een r-klank en een dentale klank (d, t, s, z, l, n, r), uit te spreken als een è-klank. Vaak (maar niet altijd) valt dan ook de r-klank weg in het Kempens. Zo wordt het woord 'zwart' of 'hard' in het Antwerps uitgesproken zoals in de standaardtaal, maar in het Kempens (en in delen van het Antwerpse dialectgebied ten oosten van Antwerpen) als 'zwèt' en 'hèt'.
- In het Antwerpse dialectgebied en de noordwestelijke delen van het Kempens dialectgebied, wordt een a-klank die voorafgaat aan een r-klank en een labiaal of velaar (p, b, f, v, m, k, ch, g) vaak gerekt tot een lage aa- of ei-klank. Het woord 'warm' of 'darm' wordt in het Antwerps dan uitgesproken als 'waarem' of 'weirem' en 'daarem' of 'deirem'. In het Kempens (en in het Zuid-Brabants) wordt in dat geval net een korte e-klank uitgesproken: 'wèrrem' of 'dèrrem'.
- In het Antwerps bestaat een neiging om de klinkers i en u scherper uit te spreken, net zoals in de Zuid-Brabantse dialecten het geval is. Een woord als 'kind' of 'rug' wordt in het Antwerps uitgesproken als 'kiend' en 'ruug'. In het het Kempens is dit niet het geval, en worden de klinkers vaker op een meer doffe manier uitgesproken (behalve in de meest westelijke delen van de Kempen).

- Het niet uitspreken van de letter 'h' (h-deletie) in woorden als 'hand', 'huis' of 'hoog' komt weinig tot niet voor in de Kempense dialecten (met uitzondering van de meest westelijke delen van het dialectgebied). In het Antwerps en de meeste Zuid-Brabantse dialecten is dit wel het geval, net als in de Oost- en West-Vlaamse dialecten.
- Algemeen is het fenomeen van r-deletie, waarbij een r-klank niet uitgesproken wordt als die gevolgd wordt door een andere medeklinker, sterker verspreid in het Kempens dan in het Antwerps. Het laten vallen van de r-klank als die gevolgd wordt door een s- of z-klank (zoals in 'kers' of 'vers', die uitgesproken worden als 'kès' en 'vès') komt niet voor in het Antwerps, maar wel in het Kempens (behalve in de meest noordwestelijke delen). Enkel in het woord 'kaars' komt in het Antwerps soms nog wel r-deletie voor.
- Hoewel d-deletie (het laten vallen van de d-klank) in het Kempens minder voorkomt dan in Zuid-Brabantse dialecten, komt het in het Kempens wel vaker voor dan in het Antwerps. Een woord als 'paarden' wordt als 'pjeire' uitgesproken in het Kempens, maar als 'peirde' in het Antwerps.
- Bepaalde woorden met een oo-klank, zoals 'zoon', worden in het Antwerps en in andere Noordwest-Brabantse dialecten uitgesproken als 'zeun'. In het Kempens is dit niet het geval.

#### Verschillen met het Zuid-Brabants
Ten zuiden van het Kempense dialectgebied worden Zuid-Brabantse dialecten gesproken. Het gaat meer bepaald om Kleinbrabants, Centraal-Zuid-Brabants, en Hagelands. Het Zuiderkempens vertoont relatief meer gelijkenissen met de Zuid-Brabantse dialecten dan het Noorderkempens. Toch kunnen de twee dialectgebieden op basis van verschillende kenmerken duidelijk van elkaar onderscheiden worden:
- Het laten vallen van een r-klank op het einde van bepaalde woorden, is in de Zuid-Brabantse dialecten veel sterker verspreid dan in het Kempens. Enkel de r-deletie in het woord 'hier' (dat als 'hie' uitgesproken wordt) kent een redelijk brede verspreiding in de Zuiderkempen. Grote delen van het Zuid-Brabantse dialectgebied kennen ook r-deletie in woorden als 'voor', 'deur', 'vuur', en in de zuidelijke delen ook 'bier' en 'broer'.
- In het Kempens wordt de lange aa-klank vaak verdonkerd tot een ao-klank (zoals in het Engelse woord 'law'). In het Zuid-Brabants, en vooral in de zuidelijke delen, komt een nog verregaandere vorm van verdonkering voor, waarbij de aa-klank soms uitgesproken wordt als een oo-klank of een oe-klank. Het woord 'laten' wordt dan 'loote' of 'loete', en het woord 'draaien' wordt dan 'drooje', 'droowe' of 'droewe'. Dit fenomeen komt in het Kempens niet voor.
- Net als in het Antwerps, komt h-deletie bij het begin van een woord (als 'hand', hoog', etc.) ook in het Zuid-Brabants algemeen voor (behalve in de meest oostelijke delen). In het Kempens is dit niet het geval.
- In grote delen van het Zuid-Brabantse dialectgebied, worden sommige eu-klanken uitgesproken als een tweeklank. Het woord 'sleutel' wordt dan uitgesproken als 'steujtel', 'sluitel' of 'slijtel' (waarbij de j-klank voor de t duidelijk hoorbaar is). In het Kempens komt dit fenomeen niet voor (met uitzondering van een klein gebied rond Heist-op-den-Berg).
- Ook de scherpere uitspraak van de i-klank in een woord als 'kind', dat als 'kiend' uitgesproken wordt, is naast het Antwerps ook in het Zuid-Brabants algemeen verspreid (met uitzondering van de meest oostelijke delen). In het Kempense dialectgebied komt dit fenomeen niet voor, met uitzondering van de meest westelijke delen.
- In woorden waarbij een klinker gevolgd wordt door een '-nd', '-ld' of '-rd', zoals 'ronde' en 'naalden', wordt in het Zuid-Brabants vrij algemeen de d niet uitgesproken. In het Zuid-Brabants spreekt men dan over 'ronne' en 'nölle' (de 'ö' is hier een korte ui-klank waarbij geen tweeklank plaatsvindt). In de Kempen komt dit fenomeen veel minder voor (enkel in het uiterste zuiden van de Kempen, en slechts bij enkele woorden).
- De ronding van een e-klank tot een u-klank als die gevolgd wordt door een m-klank, bijvoorbeeld in een woord als 'hemd', komt algemeen voor in het Zuid-Brabants, waar 'hemd' uitgesproken wordt als 'hum' (oostelijk) of 'huum' (westelijk). In het Kempens komt dit fenomeen nauwelijks voor (behalve in de meest zuidoostelijke delen.

#### Verschillen met het Limburgs
Ten Oosten van het Kempens dialectgebied worden West-Limburgse dialecten gesproken. 
De grens tussen de Kempense en de Limburgse dialecten wordt gevormd door de Uerdinger-linie, een dialectgrens die het gebied waar men 'ik' (Kempens) gebruikt onderscheidt van het gebied waar 'ich' (Limburgs) gebruikt wordt. 
Naast de Uerdinger-linie, is er nog een andere belangrijke grens die de Kempense en Brabantse dialecten van de Limburgse onderscheidt: de Gete-linie. De Gete-linie loopt net iets oostelijker dan de Uerdinger-linie. De Gete-linie is een verzameling van tientallen dialectgrenzen of isoglossen die op ongeveer dezelfde plaats in West-Limburg van noord naar zuid lopen. Enkele voorbeelden van dialectkenmerken die de Gete-linie onderscheidt, zijn:
- Het onderscheid tussen het gebied waar het woord 'hard' als 'hèt' wordt uitgesproken (Kempens/Brabants) en als 'hat' of 'hard' (Limburgs).
- Het onderscheid tussen het gebied waar het woord 'voorts' als 'vuts' wordt uitgesproken (Kempens/Brabants) en als 'vots' of 'vorts' (Limburgs).
- Het onderscheid tussen het gebied waar 'maaien' als 'maowe' of 'maoje' wordt uitgesproken (Kempens/Brabants) en als 'maaje' (Limburgs).

De ligging van de Uerdinger-linie en de Gete-linie zorgen ervoor dat de grens tussen het Kempense en het Limburgse dialectgebied geen 'harde' grens is:
- De dialecten van Tessenderlo en Kwaadmechelen (in Ham) in de provincie Limburg zijn Kempense en geen Limburgse dialecten. Ze liggen ten westen van zowel de Uerdinger-linie als de Gete-linie. Ze sluiten aan bij de Kempense dialecten die ten westen van deze plaatsen gesproken worden.
- Het dialect van Oostham (in Ham) ligt ten oosten van de uerdinger-linie: men gebruikt er 'ich' in plaats van 'ik'. Maar voor het overige ligt het ten westen van de meeste isoglossen die de Gete-linie vormen[2]. Het sluit dus eveneens sterk aan bij het Kempens dialect, en wordt door Weijnen e.a. ook tot het Kempens gerekend[1].
- De dialecten van verschillende dorpen binnen de gemeente Beringen (met name Beringen, Beverlo, Paal, Tervant en Korspel) alsook Eversel (in Heusden-Zolder), Heppen (in Leopoldsburg) zijn overgangsdialecten tussen het Kempens en het West-Limburgs. Deze dialectgroep worden ook wel 'Beringerlands' genoemd. De dialecten liggen ten oosten van de Uerdinger-linie: men gebruikt er dus 'ich' en niet 'ik' in het dialect. Tegelijkertijd liggen ze ten westen van de vele isoglossen die de Gete-linie vormen. Ze combineren bijgevolg heel wat Brabantse kenmerken die typisch zijn voor het gebied ten westen van de Gete-linie (waar Kempens gesproken wordt) met Limburgse kenmerken die ten oosten van de Gete-linie gesproken worden. Volgens Weijnen e.a. "is nauwelijks uit te maken of [deze dialecten] meer Limburgs dan wel meer Brabants getint zijn"[1]. Volgens Belemans en Keulen gaat het om dialecten "die half Brabants en half Limburgs zijn"[3]. Niettemin worden deze dialecten door beide auteurs wel finaal tot het West-Limburgs gerekend.